# The Sound of Music
The Sound of Music (tựa tiếng Việt: Giai điệu hạnh phúc hay Tiếng tơ đồng) là một bộ phim nhạc kịch năm 1965 của đạo diễn Robert Wise cùng các diễn viên Julie Andrews, Christopher Plummer. Bộ phim dựa trên vở nhạc kịch cùng tên của Broadway trong đó bài hát được viết bởi Richard Rodgers, Oscar Hammerstein II, và dựa trên kịch bản nhạc kịch của Howard Lindsay và Russel Crouse. Ernest Lehman viết kịch bản cho phim.
Phim được quay ở Salzburg, Áo; Bayern ở Nam Đức và ở trường quay 20th Century Fox tại California. Bộ phim giành giải Oscar cho phim hay nhất của năm 1965 và là một trong những phim ca nhạc nổi tiếng nhất từng được làm. Album nhạc phim đã được đề cử Giải Grammy cho Album của năm. Thư viện Quốc hội Hoa Kỳ đã chọn The Sound of Music cho việc bảo tồn ở Kho lưu trữ phim Quốc gia Hoa Kỳ vào năm 2001.

## Nội dung
Maria, một cô gái học sinh trở thành một nữ tu tại một tu viện Nonnberg tại Salzburg của Áo. Tuy nhiên cuộc sống trầm lặng ở tu viện lại không phù hợp với cô gái yêu ca hát, hồn nhiên và đôi chút hậu đậu, lơ đãng này. Cô được gửi tới làm gia sư cho 7 đứa trẻ, con của vị đại tá hải quân đã goá vợ Georg Ludwig von Trapp, bao gồm: Liesl (16 tuổi), Friedrich (14 tuổi), Louisa (13), Kurt (11), Brigitta (10), Marta (7) và Gretl (5). Maria nhận ra rằng đại tá Von Trapp đã dạy dỗ và quản lý đứa trẻ theo quân luật một cách quá nghiêm khắc, khiến chúng trở nên bướng bỉnh, mặc dù trước mặt cha thì chúng tỏ vẻ ngoan ngoãn và dễ bảo. Maria quyết định phải dùng tình yêu và âm nhạc để thay đổi chúng. Liesl, đứa con gái lớn của đại tá, lại đem lòng yêu một anh chàng đưa thư tên Rolfe.
Maria nhanh chóng chinh phục được tình cảm của những đứa trẻ. Cô may quần áo cho chúng, dạy chúng hát và cùng vui chơi. Khi đại tá Von Trapp nhận ra điều đó, ông cảm thấy rất hối hận về cách cư xử của mình và nhanh chóng thay đổi thái độ với Maria và bọn trẻ. Một người bạn của Von Trapp, Max Dettweiler, cố gắng thuyết phục đại tá cho bọn trẻ biểu diễn tại buổi hòa nhạc của ông. Trong buổi dạ tiệc do đại tá tổ chức để giới thiệu người sắp kết hôn với mình, nữ tước giàu có Elsa Schraeder, Maria và Von Trapp đã nhảy với nhau điệu Ländler, một điệu nhảy dân gian Áo. Nữ nam tước Schraeder cảm thấy ghen tị vì bà cảm thấy Von Trapp và Maria có cảm tình với nhau nên nói khéo để Maria rời khỏi gia đình Von Trapp. Bối rối vì những cảm xúc mới mẻ của mình với đại tá, Maria quyết định rời khỏi bữa tiệc và quay trở về tu viện.
Sau cuộc trò chuyện với Mẹ bề trên về tình cảm giữa cô và Von Trapp, Maria quyết định quay lại gia đình Von Trapp. Tại đây, cô được biết rằng đại tá và nữ tước đã đính hôn với nhau, đồng thời đồng ý ở lại cho đến khi nhà Von Trapp tìm được gia sư khác. Nhưng tình cảm mà đại tá dành cho Maria vẫn vẹn nguyên. Anh hủy hôn ước rồi cùng Maria thành hôn với nhau.
Trong khi Maria và Von Trapp đang đi nghỉ tuần trăng mật thì Đức Quốc Xã bắt Áo gia nhập Anschluss. Max Detweiler sắp xếp cho bọn trẻ tham dự Festival Salzburg. Khi trở về, đại tá Von Trapp bị bắt phải gia nhập hạm đội hải quân Đức. Ông cùng gia đình tìm cách trốn thoát nhưng bị quân Đức phát hiện và sau đó ông cùng gia đình phải đến biểu diễn ở Festival Salzburg với tên gọi Trapp Family Singers. Sau khi biểu diễn xong, gia đình ông lại đào thoát lần nữa và bị quân Đức truy tìm. Rolfe, người yêu của Liesl, đã phát hiện ra chỗ trốn của họ ở tu viện. Khi anh ta báo cho quân Đức đến bắt, Liesl đã dùng thân mình che chắn cho cả gia đình. Vì Rolfe vẫn còn yêu Liesl nên anh ta đã nói với quân đội Đức là không có ai ở đây, vì thế mà gia đình nhà Von Trapp đã thoát. Nhờ sự giúp đỡ của Mẹ bề trên và các xơ ở tu viện cũ của Maria, gia đình Von Trapp đã trốn thoát thành công và đi lên vùng núi Alps ở Thuỵ Sĩ.

## Nhân vật
| Diễn viên           | Vai                           |
| ------------------- | ----------------------------- |
| Julie Andrews       | Maria von Trapp               |
| Christopher Plummer | Đại tá Georg Ludwig von Trapp |
| Peggy Wood          | Mẹ bề trên                    |
| Charmian Carr       | Liesl von Trapp               |
| Richard Haydn       | Max Detweiler                 |
| Nicholas Hammond    | Friedrich von Trapp           |
| Heather Menzies     | Louisa von Trapp              |
| Duane Chase         | Kurt von Trapp                |
| Angela Cartwright   | Brigitta von Trapp            |
| Debbie Turner       | Marta von Trapp               |
| Kym Karath          | Gretl von Trapp               |
| Eleanor Parker      | Nữ tước Elsa Schraeder        |
| Daniel Truhitte     | Rolfe                         |
| Ben Wright          | Hans Zeller                   |